# Lone Star Le Mans 2020

Tor Circuit of the Americas

Lone Star Le Mans 2020 – długodystansowy wyścig samochodowy, który odbył się 23 lutego 2020 roku. Był on piątą rundą sezonu 2019/2020 serii FIA World Endurance Championship.

## Harmonogram
| Dzień                | Godzina | Sesja                             | Długość   |
| -------------------- | ------- | --------------------------------- | --------- |
| Sobota, 22 lutego    | 8:00    | Pierwsza sesja treningowa         | 2 godziny |
| Sobota, 22 lutego    | 12:45   | Druga sesja treningowa            | 2 godziny |
| Sobota, 22 lutego    | 17:40   | Kwalifikacje LMGTE Pro i LMGTE Am | 20 minut  |
| Sobota, 22 lutego    | 18:10   | Kwalifikacje LMP1 i LMP2          | 20 minut  |
| Niedziela, 23 lutego | 12:00   | Wyścig                            | 6 godzin  |
| Źródło               |         |                                   |           |

## Sesje treningowe
| Klasa          | Zespół                      | Samochód                 | Czas           | Okr.           |
| Sesja pierwsza | Sesja pierwsza              | Sesja pierwsza           | Sesja pierwsza | Sesja pierwsza |
| -------------- | --------------------------- | ------------------------ | -------------- | -------------- |
| LMP1           | #1 Rebellion Racing         | Rebellion R13            | 1:49,957       | 41             |
| LMP2           | #22 United Autosports       | Oreca 07                 | 1:50,488       | 32             |
| LMGTE Pro      | #97 Aston Martin Racing     | Aston Martin Vantage AMR | 2:01,838       | 46             |
| LMGTE Am       | #77 Dempsey - Proton Racing | Porsche 911 RSR          | 2:02,742       | 42             |
| Sesja druga    |                             |                          |                |                |
| LMP1           | #1 Rebellion Racing         | Rebellion R13            | 1:48,804       | 24             |
| LMP2           | #29 Racing Team Nederland   | Oreca 07                 | 1:49,863       | 45             |
| LMGTE Pro      | #92 Porsche GT Team         | Porsche 911 RSR-19       | 2:01,716       | 37             |
| LMGTE Am       | #77 Dempsey - Proton Racing | Porsche 911 RSR          | 2:02,192       | 45             |

## Kwalifikacje
Pole position w każdej kategorii oznaczone jest pogrubieniem.
| Poz.   | Klasa     | Zespół                      | Średnia  | Strata  | Poz. s. |
| ------ | --------- | --------------------------- | -------- | ------- | ------- |
| 1      | LMP1      | #1 Rebellion Racing         | 1:47,530 | —       | 1       |
| 2      | LMP1      | #7 Toyota Gazoo Racing      | 1:49,161 | +1,631  | 2       |
| 3      | LMP1      | #8 Toyota Gazoo Racing      | 1:49,431 | +1,901  | 3       |
| 4      | LMP2      | #42 Cool Racing             | 1:49,910 | +2,380  | 4       |
| 5      | LMP2      | #22 United Autosports       | 1:50,073 | +2,543  | 5       |
| 6      | LMP2      | #36 Signatech Alpine ELF    | 1:50,984 | +3,454  | 6       |
| 7      | LMP2      | #37 Jackie Chan DC Racing   | 1:51,354 | +3,824  | 7       |
| 8      | LMP2      | #38 JOTA                    | 1:51,592 | +4,062  | 8       |
| 9      | LMP2      | #33 High Class Racing       | 1:51,747 | +4,217  | 9       |
| 10     | LMP2      | #21 DragonSpeed             | 1:52,765 | +5,235  | 10      |
| 11     | LMP2      | #29 Racing Team Nederland   | 1:53,131 | +5,601  | 11      |
| 12     | LMP2      | #47 Cetilar Racing          | 1:54,305 | +6,775  | 12      |
| 13     | LMGTE Pro | #95 Aston Martin Racing     | 2:00,733 | +13,203 | 13      |
| 14     | LMGTE Pro | #92 Porsche GT Team         | 2:00,952 | +13,422 | 14      |
| 15     | LMGTE Pro | #97 Aston Martin Racing     | 2:01,029 | +13,499 | 15      |
| 16     | LMGTE Pro | #51 AF Corse                | 2:01,031 | +13,501 | 16      |
| 17     | LMGTE Pro | #91 Porsche GT Team         | 2:01,049 | +13,519 | 17      |
| 18     | LMGTE Pro | #71 AF Corse                | 2:01,229 | +13,699 | 18      |
| 19     | LMGTE Am  | #56 Team Project 1          | 2:02,784 | +15,254 | 19      |
| 20     | LMGTE Am  | #98 Aston Martin Racing     | 2:02,830 | +15,300 | 20      |
| 21     | LMGTE Am  | #90 TF Sport                | 2:02,909 | +15,379 | 21      |
| 22     | LMGTE Pro | #63 Corvette Racing         | 2:02,967 | +15,437 | 22      |
| 23     | LMGTE Am  | #77 Dempsey - Proton Racing | 2:03,110 | +15,580 | 23      |
| 24     | LMGTE Am  | #83 AF Corse                | 2:03,376 | +15,846 | 24      |
| 25     | LMGTE Am  | #57 Team Project 1          | 2:03,450 | +15,920 | 25      |
| 26     | LMGTE Am  | #54 AF Corse                | 2:03,462 | +15,932 | 26      |
| 27     | LMGTE Am  | #88 Dempsey - Proton Racing | 2:03,682 | +16,152 | 27      |
| 28     | LMGTE Am  | #70 MR Racing               | 2:03,781 | +16,251 | 28      |
| 29     | LMGTE Am  | #62 Red River Sport         | 2:03,964 | +16,434 | 29      |
| 30     | LMGTE Am  | #86 Gulf Racing             | 2:04,296 | +16,766 | 30      |
| Źródło |           |                             |          |         |         |

## Wyścig

### Wyniki
Minimum do bycia sklasyfikowanym (70 procent dystansu pokonanego przez zwycięzców wyścigu) wyniosło 132 okrążenia. Zwycięzcy klas są oznaczeni pogrubieniem.
| Poz. | Klasa     | Zespół                      | Kierowcy                                                 | Samochód                 | Opony | Okr. | Czas/Strata  |
| ---- | --------- | --------------------------- | -------------------------------------------------------- | ------------------------ | ----- | ---- | ------------ |
| 1    | LMP1      | #1 Rebellion Racing         | Bruno Senna Gustavo Menezes Norman Nato                  | Rebellion R13            | M     | 189  | 6:01:37,705  |
| 2    | LMP1      | #8 Toyota Gazoo Racing      | Sébastien Buemi Kazuki Nakajima Brendon Hartley          | Toyota TS050 Hybrid      | M     | 189  | +51,524      |
| 3    | LMP1      | #7 Toyota Gazoo Racing      | Mike Conway Kamui Kobayashi José María López             | Toyota TS050 Hybrid      | M     | 187  | +2 okrążenia |
| 4    | LMP2      | #22 United Autosports       | Philip Hanson Filipe Albuquerque Paul di Resta           | Oreca 07                 | M     | 182  | +7 okrążeń   |
| 5    | LMP2      | #37 Jackie Chan DC Racing   | Ho-Pin Tung Gabriel Aubry Will Stevens                   | Oreca 07                 | G     | 182  | +7 okrążeń   |
| 6    | LMP2      | #38 JOTA                    | Roberto González António Félix da Costa Anthony Davidson | Oreca 07                 | G     | 181  | +8 okrążeń   |
| 7    | LMP2      | #42 Cool Racing             | Nicolas Lapierre Antonin Borga Alexandre Coigny          | Oreca 07                 | M     | 181  | +8 okrążeń   |
| 8    | LMP2      | #29 Racing Team Nederland   | Frits van Eerd Giedo van der Garde Nyck de Vries         | Oreca 07                 | M     | 181  | +8 okrążeń   |
| 9    | LMP2      | #36 Signatech Alpine ELF    | Thomas Laurent André Negrão Pierre Ragues                | Alpine A470              | M     | 180  | +9 okrążeń   |
| 10   | LMP2      | #33 High Class Racing       | Mark Patterson Kenta Yamashita Anders Fjordbach          | Oreca 07                 | M     | 179  | +10 okrążeń  |
| 11   | LMP2      | #47 Cetilar Racing          | Roberto Lacorte Andrea Belicchi Giorgio Sernagiotto      | Dallara P217             | M     | 178  | +11 okrążeń  |
| 12   | LMP2      | #21 DragonSpeed             | Henrik Hedman Ben Hanley Colin Braun                     | Oreca 07                 | M     | 177  | +12 okrążeń  |
| 13   | LMGTE Pro | #95 Aston Martin Racing     | Marco Sørensen Nicki Thiim                               | Aston Martin Vantage AMR | M     | 173  | +16 okrążeń  |
| 14   | LMGTE Pro | #92 Porsche GT Team         | Michael Christensen Kévin Estre                          | Porsche 911 RSR-19       | M     | 172  | +17 okrążeń  |
| 15   | LMGTE Pro | #51 AF Corse                | James Calado Alessandro Pier Guidi                       | Ferrari 488 GTE Evo      | M     | 172  | +17 okrążeń  |
| 16   | LMGTE Pro | #97 Aston Martin Racing     | Alex Lynn Maxime Martin                                  | Aston Martin Vantage AMR | M     | 172  | +17 okrążeń  |
| 17   | LMGTE Pro | #71 AF Corse                | Davide Rigon Miguel Molina                               | Ferrari 488 GTE Evo      | M     | 172  | +17 okrążeń  |
| 18   | LMGTE Pro | #63 Corvette Racing         | Jan Magnussen Mike Rockenfeller                          | Chevrolet Corvette C8.R  | M     | 170  | +19 okrążeń  |
| 19   | LMGTE Am  | #90 TF Sport                | Salih Yoluç Charles Eastwood Jonathan Adam               | Aston Martin Vantage AMR | M     | 170  | +19 okrążeń  |
| 20   | LMGTE Am  | #98 Aston Martin Racing     | Paul Dalla Lana Darren Turner Ross Gunn                  | Aston Martin Vantage AMR | M     | 170  | +19 okrążeń  |
| 21   | LMGTE Pro | #91 Porsche GT Team         | Gianmaria Bruni Richard Lietz                            | Porsche 911 RSR-19       | M     | 170  | +19 okrążeń  |
| 22   | LMGTE Am  | #56 Team Project 1          | Egidio Perfetti Laurents Hörr Matteo Cairoli             | Porsche 911 RSR          | M     | 170  | +19 okrążeń  |
| 23   | LMGTE Am  | #83 AF Corse                | François Perrodo Emmanuel Collard Nicklas Nielsen        | Ferrari 488 GTE Evo      | M     | 170  | +19 okrążeń  |
| 24   | LMGTE Am  | #77 Dempsey - Proton Racing | Christian Ried Riccardo Pera Matt Campbell               | Porsche 911 RSR          | M     | 169  | +20 okrążeń  |
| 25   | LMGTE Am  | #86 Gulf Racing             | Michael Wainwright Andrew Watson Benjamin Barker         | Porsche 911 RSR          | M     | 169  | +20 okrążeń  |
| 26   | LMGTE Am  | #54 AF Corse                | Thomas Flohr Francesco Castellacci Giancarlo Fisichella  | Ferrari 488 GTE Evo      | M     | 168  | +21 okrążeń  |
| 27   | LMGTE Am  | #62 Red River Sport         | Bonamy Grimes Johnny Mowlem Charles Hollings             | Ferrari 488 GTE Evo      | M     | 168  | +21 okrążeń  |
| 28   | LMGTE Am  | #88 Dempsey - Proton Racing | Bret Curtis Adrien de Leener Thomas Preining             | Porsche 911 RSR          | M     | 168  | +21 okrążeń  |
| 29   | LMGTE Am  | #70 MR Racing               | Motoaki Ishikawa Olivier Beretta Kei Cozzolino           | Ferrari 488 GTE Evo      | M     | 168  | +21 okrążeń  |
| 30   | LMGTE Am  | #57 Team Project 1          | Ben Keating Felipe Fraga Jeroen Bleekemolen              | Porsche 911 RSR          | M     | 160  | +29 okrążeń  |

### Statystyki

#### Najszybsze okrążenie
| Klasa     | Kierowca      | Zespół                      | Czas     | Okr. |
| --------- | ------------- | --------------------------- | -------- | ---- |
| LMP1      | Norman Nato   | #1 Rebellion Racing         | 1:49,503 | 137  |
| LMP2      | Nyck de Vries | #29 Racing Team Nederland   | 1:52,545 | 103  |
| LMGTE Pro | Nicki Thiim   | #95 Aston Martin Racing     | 2:02,522 | 4    |
| LMGTE Am  | Matt Campbell | #77 Dempsey - Proton Racing | 2:03,508 | 157  |
| Źródło    |               |                             |          |      |